# Laternaria fumosa
Laternaria fumosa är en insektsart som först beskrevs av Baker 1925.  Laternaria fumosa ingår i släktet Laternaria och familjen lyktstritar. Inga underarter finns listade i Catalogue of Life.